# Deathgaze
DEATHGAZE (デスゲイズ, desugeizu?) es una banda japonesa de metal alternativo y post-hardcore perteneciente al estilo visual Kei. Formada en el 2003

## Biografía
Deathgaze fue formado en julio de 2003.La banda comenzó su carrera con pequeñas presentaciones en muchas casas de conciertos y siete meses después lanzaron su primer maxisencillo "294036224052".
Tuvieron una gira desde marzo a abril de 2004, y en el último concierto el 30 de abril, Hazuki y Kanna dejan Deathgaze para entrar a Lynch y Puppet Mammy, respectivamente.
un cambio tan grande en la banda generalmente desalienta al resto para seguir adelante, resultando en una separación, pero los miembros que quedaron no se rindieron. Contactaron con Naoto, quien estuvo en Keil, y Sou, antiguo integrante de Be≒Luna.
Con estos nuevos integrantes, hicieron su re-aparición y lanzaron su segundo sencillo, "CHAOS" en febrero de 2005. Una segunda edición fue lanzada en agosto, esta vez con una canción extra incluida.
En noviembre lanzaron el sencillo "DOWNER", y por esta ocasión también tuvieron una gira con algunos one-man, llamada Drug Overdose Death. Terminó el 22 de enero de 2006, en Meguro rock may kan.
Tiempo más tarde, Sou el vocalista de deathgaze ha estado ausente por bastante tiempo; sin embargo, regresa solo para anunciar que dejará la banda debido a sus deseos de casarse. Aun así, deathgaze hizo equipo con girugamesh para que ambos compartan el escenario: girugaze and deathgamesh battle rock tour 2007.
ahora el nuevo vocalista de deathgaze es su bajista Ai y la noticia fue dada a conocer
en noviembre de 2007 y con una programación para enero del 2008.

## Alineación
- Ai [鐚依] – vocalista y guitarrista (exbajista)
- Naoki [直樹] – baterista
- Kosuke [孝介] – bajista
- Takaki [貴樹] – guitarrista

### Exmiembros
- Hazuki [葉月] – vocalista (2003–2004)
- Kanna [柑那] – guitarrista (2003–2004)
- Sou [宗] – vocalista (2004–2007)
- Naoto [直人] – guitarrista (2003-2009)

## Discografía
Álbum
- Genocide and Mass Murder (July 16, 2006)
- Genocidal Freaks Death Code  (Live, 2007)
- AWAKE - evoke the urge - (December 10, 2008)
- THE CONTINUATION (September 9, 2009)
- BLISS OUT (December 8, 2010)
- CREATURE (April 4, 2012)
- Decade  (July 03, 2013)
- Enigma  (August 06, 2014)

Sencillos
- 294036224052 (February 22, 2004)
- Chaos (February 5, 2005)
- Chaos Vol. 2 (August 17, 2005)
- Downer(November 11, 2005)
- Fuhai to Fusei (April 1, 2006)
- Insult Kiss Me (January 19, 2007)
- I'm broken baby (March 19, 2007)
- DEAREST (February 20, 2007)
- Abyss (July 24, 2008)
- BLOOD (November 18, 2009)
- SORROW (May 26, 2010)
- SILENCE/THE END (May 7, 2011)
- USELESS SUN (Nov 2, 2011)
- DEAD BLAZE (Nov 21, 2012)
- Allure  (May 22, 2013)
- THE UNDERWORLD (December 18, 2013)